# 上人マツ
上人マツ（しょうにんマツ）は、山口県柳井市阿月東の円覚寺境内に生育していたクロマツの巨木である。教如（東本願寺第12代法主）が植えたものと伝えられ、有数の臥龍松として1960年（昭和35年）に国の天然記念物に指定された。1976年（昭和51年）に枯死し、天然記念物の指定が解除された。円覚寺の境内には、上人マツの切り株のみが残されている。

## 由来
円覚寺は山号を「瑞松山」といい、浄土真宗本願寺派に属する寺院である。東本願寺第12代法主を務めた教如が植えたと伝えるマツのそばに浦就昌（浦氏10代当主）が建立した寺院で、その歴史は古く1644年（正保元年）にさかのぼると伝わる。
教如が植えたと伝えるマツは「上人マツ」と呼ばれ、本堂の前庭に生育していた。その主幹は5メートルにわたって地上を横臥して這い、それから天に向かって立ち上がって伸びていた。立ち上がった部分の幹囲は約4メートルを測り、枝張りの面積は約700平方メートルにも及んでいた。
上人マツはマツの独立木としても臥龍松としても有数のものとして、1960年（昭和35年）8月2日に国の天然記念物に指定された。1976年（昭和51年）に枯死し、1977年（昭和52年）3月15日付て天然記念物指定が解除となった。上人マツは伐採されて、円覚寺の境内にはその切り株のみが残されている。

## 交通アクセス
所在地
- 山口県柳井市阿月東2175 円覚寺境内

交通
- JR西日本山陽本線柳井港駅から徒歩約1時間9分（5.5km）[6]。